# Daliyat al-Karmel
Daliyat al-Karmel (Arabisch: دالية الكرمل, Hebreeuws: דאלית אל-כרמל), ongeveer 20 kilometer gelegen van Haifa, is een Druzisch dorp en gemeente in het Noord district van Israël.

## Geschiedenis
Daliyat al-Karmel kreeg gemeenteraads-rechten in 1951. In 2003 werd de gemeente gefuseerd met het nabijgelegen Isfiya om zo samen Karmel-stad te vormen. In 2008 gingen zij weer uit elkaar.
Opmerkelijke inwoners zijn onder andere Ayoob Kara, een Druzisch politicus voor de Likud en Majdi Halabi een Israëlisch soldaat die op 25 mei 2005 ontvoerd werd.

## Galerij

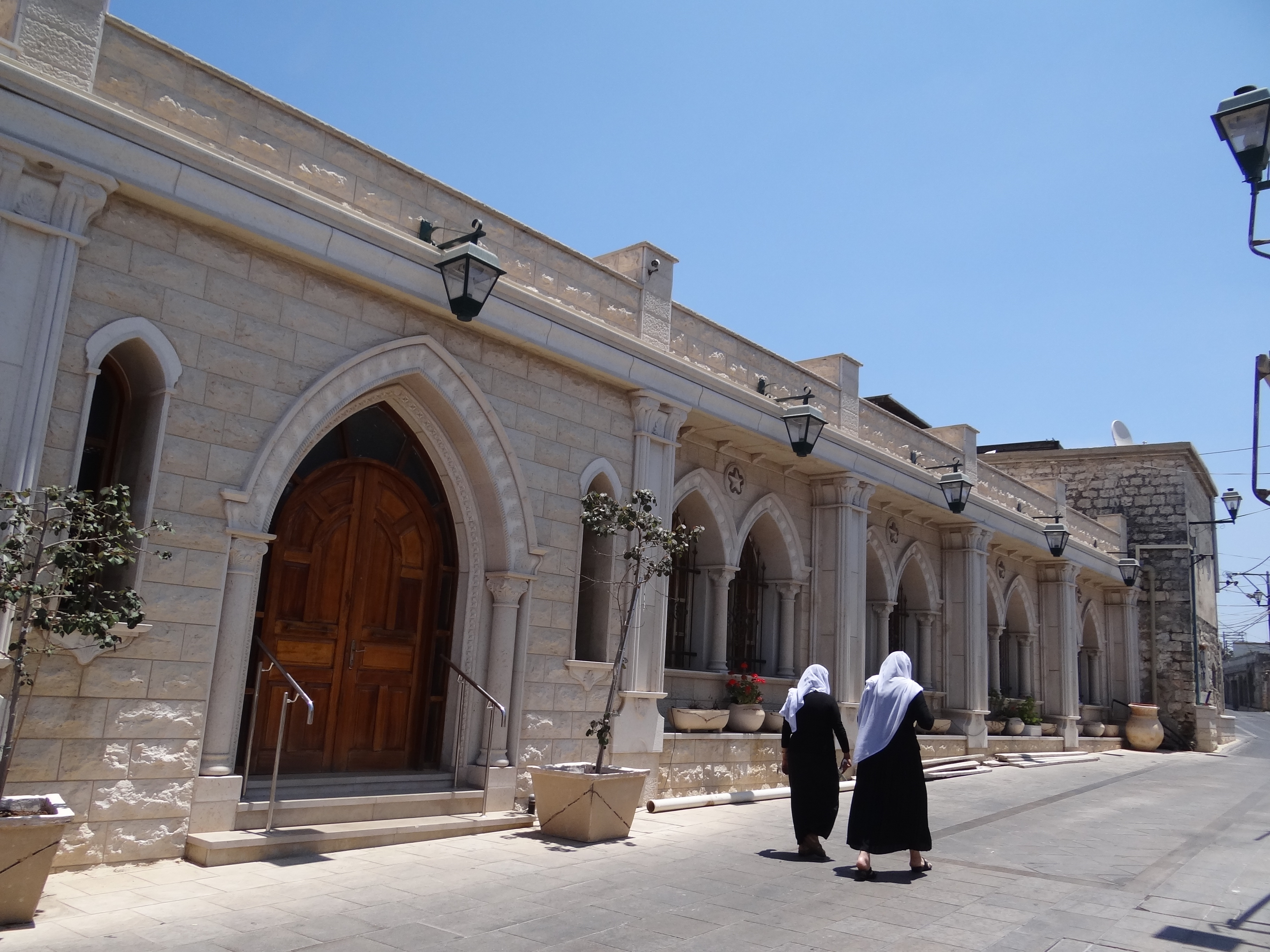
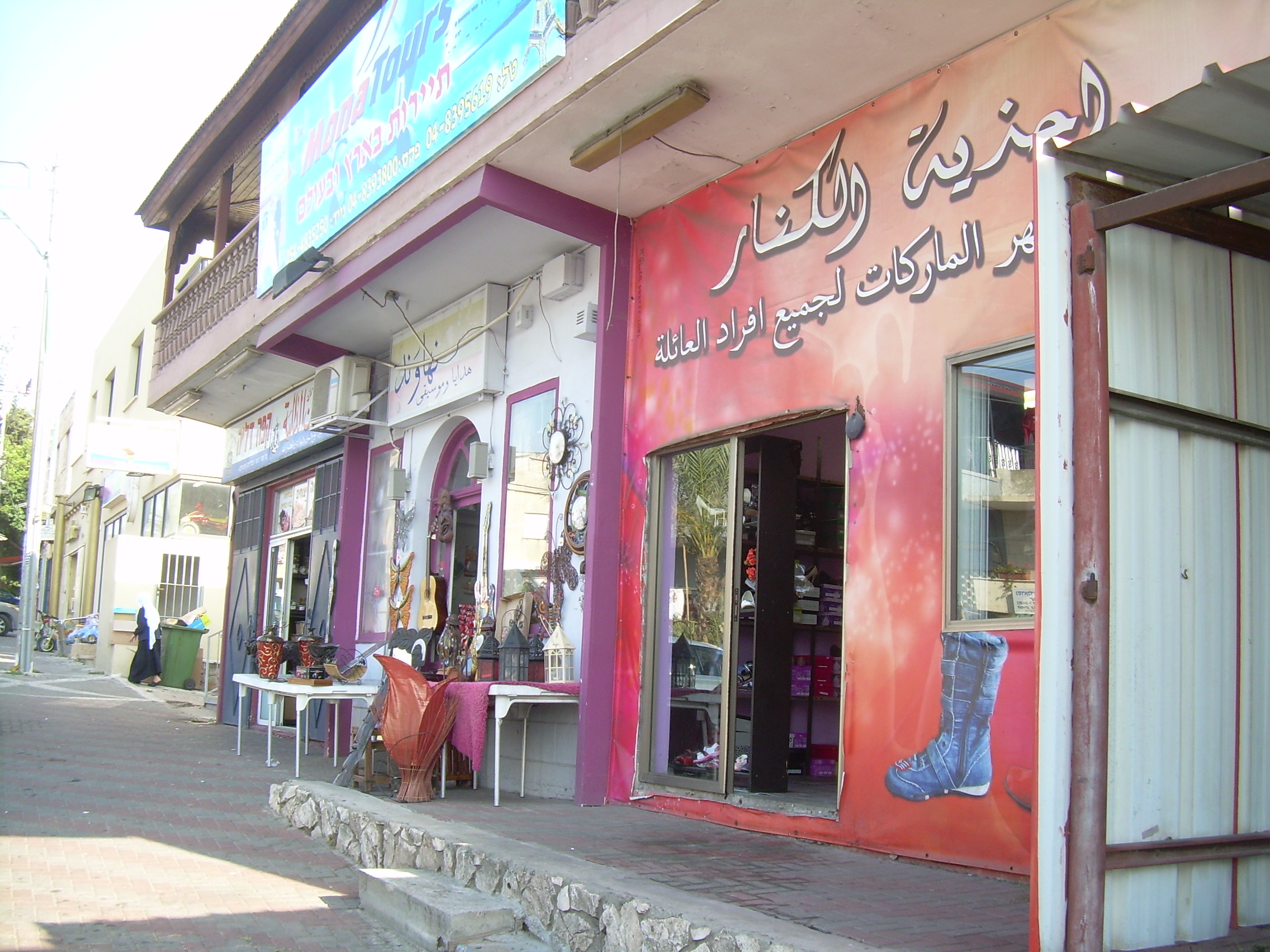
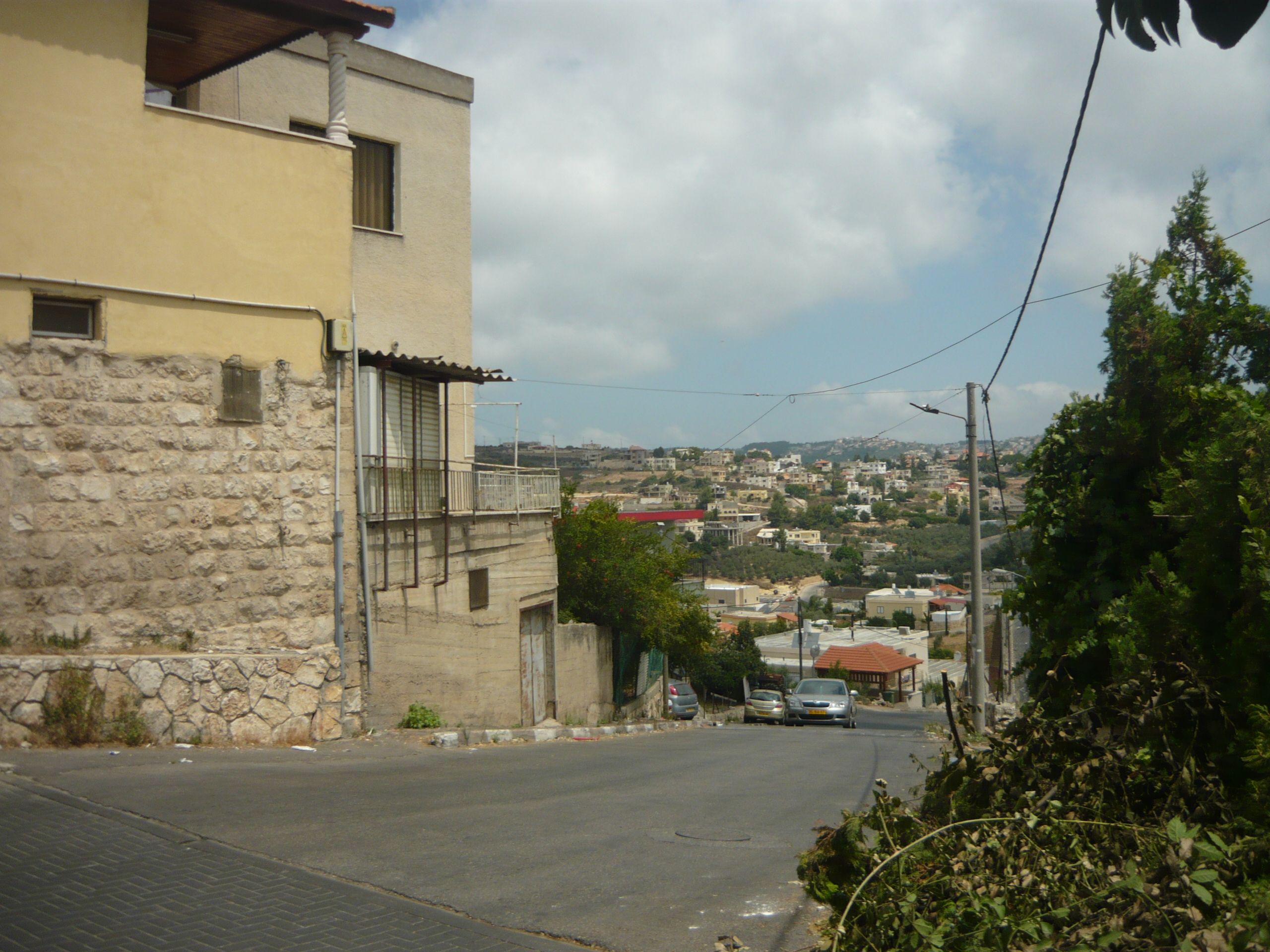